# هال شتاين
هال شتاين (بالإنجليزية: Hal Stein)‏ هو عازف جاز أمريكي، ولد في 5 سبتمبر 1928 في Weehawken, New Jersey ‏ في الولايات المتحدة، وتوفي في 27 أبريل 2008 في أوكلاند في الولايات المتحدة.

## وصلات خارجية
- هال شتاين على موقع ميوزك برينز (الإنجليزية)
- هال شتاين على موقع ديسكوغز (الإنجليزية)